# Marilyn Wilson
Marilyn Wilson (14 luglio 1943) è un'ex nuotatrice australiana.
Specializzata nel dorso, ha vinto la medaglia d'argento nella staffetta 4x100 m misti alle Olimpiadi di Roma 1960.

## Palmarès
- Olimpiadi
  - Roma 1960: argento nella staffetta 4x100 m misti.